# Almatî
Almaty (din kazahă; cu alfabet chirilic Алматы; cu alfabet arab الماتى), cunoscut și sub denumirea veche sovietică Alma-Ata (Алма-Ата) sau Vernîi (Верный) este cel mai mare oraș din Kazahstan și are o populație 1.472.866 de locuitori (la 1 decembrie 2012).
A fost capitala Kazahstanului (și a predecesorului său, RSS Kazahă) între 1929 și 1998. În ciuda faptului că a pierdut statutul de capitală în favoarea orașului Astana în 1997, Almaty rămâne principalul centru economic al Kazahstanului. Orașul este situat în zona montană din sudul Kazahstanului, în apropiere de frontiera cu Kârgâzstan.

## Statut
Din anul 1927 până în 1936, Almaty a fost a doua capitală a RASS Kazahe, iar din anul 1936 până în 1991 a fost capitala RSS Kazahe, din 1991 până 1997 - prima capitală a Republicii Kazahstan. Denumit Alma-Ata în perioada sovietică, a fost cel mai mare oraș din RSS Kazahă, apoi a devenit cel mai mare oraș a Republicii Kazahstan. În pofida faptului că și-a pierdut statutul de capitală politico-administrativă, este centrul cultural și economico-financiar a republicii și rămâne singurul oraș din Kazahstan cu o populație mai mare de un milion de locuitori. Orașul este situat la poalele munților Trans-Ili Alatau, în extremitatea de sud-est a țării și are un regim climatic aparte, destul de blând cu o situație ecologică dificilă.
În anul 1997, capitala a fost mutată la Akmola (de pe 6 mai 1998 — Astana). Cu toate acestea, Almaty are statutul de „Capitala sudică a Kazahstanului”. Din acel moment acest termen este destul de des întâlnit în presă și prevede anume orașul Almaty.
În anul 2006, potrivit unui studiu a calității vieții, realizat de compania de consultanță Mercer, Almaty ocupă locul 183, ocupând cu o poziție mai sus față de anul 2005. La cercetări au participat 215 orașe.

## Geografie

### Climă
Clima orașului Almaty este temperat-continental și se caracterizează prin influența circulației munte-vale, care este evidentă mai ales în partea de nord a orașului, situat direct în zona de tranziție a pantei de munte către câmpii.
Temperatura medie multianuală a aerului este egală cu 10 °C, a celei mai friguroase luni (ianuarie) este de −4.7 °C, iar a celei mai călduroase luni (iulie) este de 23,8 °C. Înghețurile se încep de obicei pe 14 octombrie și se termină pe 18 aprilie. Ele de obicei se mențin pe un termen general de 67 de zile (de pe 19 decembrie până pe 23 februarie). Temperaturi mai mari de 30 °C se întâlnesc, în medie, 36 de zile pe an. În centrul orașului, ca și la oricare oraș mare, există „insulița de căldură”, contrastul temperaturii medii zilnice între suburbiile de nord și de sud a orașului este de 3,8 % și 0,8 °C în cea mai rece și de 2,2 % și 2,6 °C în cea mai caldă a cincea zi (rusă пятидневка). Din această cauză înghețurile în centrul orașului începe cu aproximativ 7 zile mai târziu și se termină cu 3 zile mai devreme, comparativ cu marginea de nord a orașului.
| Date climatice pentru Almaty                                     | Date climatice pentru Almaty | Date climatice pentru Almaty | Date climatice pentru Almaty | Date climatice pentru Almaty | Date climatice pentru Almaty | Date climatice pentru Almaty | Date climatice pentru Almaty | Date climatice pentru Almaty | Date climatice pentru Almaty | Date climatice pentru Almaty | Date climatice pentru Almaty | Date climatice pentru Almaty | Date climatice pentru Almaty |
| Luna                                                             | Ian                          | Feb                          | Mar                          | Apr                          | Mai                          | Iun                          | Iul                          | Aug                          | Sep                          | Oct                          | Nov                          | Dec                          | Anual                        |
| ---------------------------------------------------------------- | ---------------------------- | ---------------------------- | ---------------------------- | ---------------------------- | ---------------------------- | ---------------------------- | ---------------------------- | ---------------------------- | ---------------------------- | ---------------------------- | ---------------------------- | ---------------------------- | ---------------------------- |
| Maxima medie °C (°F)                                             | 0.7 (33,3)                   | 2.2 (36)                     | 8.7 (47,7)                   | 17.3 (63,1)                  | 22.4 (72,3)                  | 27.5 (81,5)                  | 30.0 (86)                    | 29.4 (84,9)                  | 24.2 (75,6)                  | 16.3 (61,3)                  | 8.2 (46,8)                   | 2.3 (36,1)                   | 15,8 (60,4)                  |
| Media zilnică °C (°F)                                            | −4.7 (23,5)                  | −3 (26,6)                    | 3.4 (38,1)                   | 11.5 (52,7)                  | 16.6 (61,9)                  | 21.6 (70,9)                  | 23.8 (74,8)                  | 23.0 (73,4)                  | 17.6 (63,7)                  | 9.9 (49,8)                   | 2.7 (36,9)                   | −2.8 (27)                    | 10,0 (50)                    |
| Minima medie °C (°F)                                             | −8.4 (16,9)                  | −6.9 (19,6)                  | −1.1 (30)                    | 5.9 (42,6)                   | 11.0 (51,8)                  | 15.8 (60,4)                  | 18.0 (64,4)                  | 16.9 (62,4)                  | 11.5 (52,7)                  | 4.6 (40,3)                   | −1.3 (29,7)                  | −6.4 (20,5)                  | 5,0 (41)                     |
| Minima istorică °C (°F)                                          | −30.1 (−22.2)                | −37.7 (−35.9)                | −24.8 (−12.6)                | −10.9 (12,4)                 | −7 (19,4)                    | 2.0 (35,6)                   | 7.3 (45,1)                   | 4.7 (40,5)                   | −3 (26,6)                    | −11.9 (10,6)                 | −34.1 (−29.4)                | −31.8 (−25.2)                | −37,7 (−35,9)                |
| Precipitații mm (inches)                                         | 34 (1.34)                    | 43 (1.69)                    | 75 (2.95)                    | 107 (4.21)                   | 106 (4.17)                   | 57 (2.24)                    | 47 (1.85)                    | 30 (1.18)                    | 27 (1.06)                    | 60 (2.36)                    | 56 (2.2)                     | 42 (1.65)                    | 684 (26,93)                  |
| Umiditate [%]                                                    | 77                           | 76                           | 71                           | 59                           | 56                           | 49                           | 46                           | 45                           | 49                           | 64                           | 74                           | 79                           | 62                           |
| Nr. de zile cu precipitații (≥ 1.0 mm)                           | 5.8                          | 6.1                          | 9.5                          | 9.6                          | 9.9                          | 7.3                          | 5.3                          | 3.5                          | 3.6                          | 6.5                          | 6.5                          | 5.7                          | 79,3                         |
| Ore însorite                                                     | 117.8                        | 118.7                        | 145.7                        | 195.0                        | 241.8                        | 279.0                        | 306.9                        | 294.5                        | 246.0                        | 182.9                        | 126.0                        | 102.3                        | 2.356,6                      |
| Sursa nr. 1: Pogoda.ru.net                                       |                              |                              |                              |                              |                              |                              |                              |                              |                              |                              |                              |                              |                              |
| Sursa nr. 2: Observatorul Hong Kong (sun and precipitation days) |                              |                              |                              |                              |                              |                              |                              |                              |                              |                              |                              |                              |                              |

## Populație
Pe data de 19 decembrie 1981 în oraș s-a născut locuitor cu numărul un milion.. Populația oficială a orașului pentru data de 1 iulie 2008 este de 1343,5 de mii de oameni. Arhivat în 5 ianuarie 2012, la Wayback Machine. Orașul este multinațional: în el locuiesc kazahi (53 %), ruși (33 %), uiguri (5 %), de asemenea se întâlnesc tătari (2 %), coreeni (2 %); ucraineni, germani, chinezi și alții (5 %) (conform recensământului din 2009). În pofida faptului că are o vârstă mică, procesele demografice în oraș sunt complicate și diverse, care este în mare măsură o reflectare a compoziției sale multinaționale. O trăsătură caracteristică a orașului modern este multilingvismul. În oraș se utilizează pe larg limba kazahă și rusă.

## Orașe înfrățite[18]
| Țară          | Oraș             |
| ------------- | ---------------- |
| Rusia         | Kazan            |
| China         | Ürümqi           |
| Rusia         | Moscova          |
| Franța        | Rennes           |
| Latvia        | Riga             |
| Lituania      | Vilnius          |
| Statele Unite | Tucson           |
| Coreea de Sud | Daegu            |
| Rusia         | Sankt Petersburg |
| Kîrgîzstan    | Bișkek           |
| Belarus       | Minsk            |
| Turcia        | Istanbul         |
| Israel        | Tel Aviv         |
| Ungaria       | Budapesta        |
| Egipt         | Alexandria       |
| Somalia       | Mogadishu        |